# 第1號交響曲 (貝多芬)
C大調第1號交響曲是路德維希·范·貝多芬的第21號作品，也是他的首部交響曲。創作于1799年至1800年間，共四乐章，雖多有不合常規之處，但仍是古典樂派風格，類似於海頓、莫札特等的作品。不過，第三樂章已有了貝多芬詼諧曲的氣質，為日後貝多芬特有風格的形成奠下了基礎。

## 背景

### 創作歷程

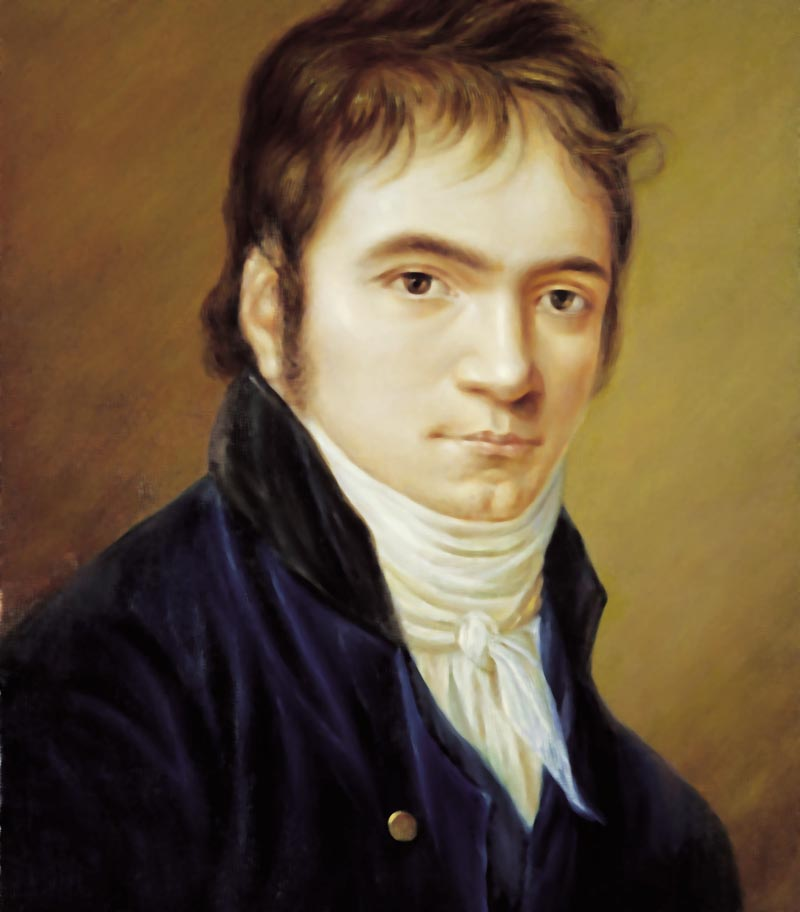
1803年的貝多芬肖像

到1790年代之前，貝多芬已經嘗試了幾乎所有主要器樂形式，除了交響曲和弦樂四重奏，可能是因爲其老師海頓在此二者領域做出了最突出的貢獻（交響曲作品數逾百，弦樂四重奏也有逾70首之多）。貝多芬在這世紀末的幾年内，方開始創作交響曲。對終曲的構思早在1795年就已有草稿作爲證據，此時貝多芬追隨阿布雷希茨貝格學習對位法，正式創作則開始于1799年，1800年完成。

### 首演
1800年4月2日：維也納
當天曲目除了該作品（“貝多芬為整個管弦樂隊新作之大交響曲”）之外，還有海頓的《創世紀》的選曲，以及貝多芬自己的一部鋼琴協奏曲和七重奏作品。聽衆和評論家雖然對其中的一些不合常規之處稍有微辭，但總之還是稱之爲一部“具有原創性的傑作”。同年12月15日，以及翌年1月15日又各演出一次。

### 出版
該作品題獻給戈特弗雷德·范·斯維頓男爵，貝多芬早期的贊助人，也是皇家圖書館的管理人員，海頓和莫札特的好友。分譜于1801年在萊比錫出版（霍夫邁斯特與庫涅Hoffmeister-Kuhnel），總譜則遲至1820年始告付梓（西姆羅克）。

## 分析

### 配器
根據1801年霍-庫首版分譜標題，本曲「為2部小提琴、中提琴、大提琴、低音提琴、2隻長笛、2隻雙簧管、2隻法國號、2隻單簧管、2隻小號及定音鼓的大交響曲。」
| - 木管樂器 - 長笛：2 - 雙簧管：2 - 單簧管：2 - 低音管：2 | - 銅管樂器 - 法國號：2 - 小號：2 | - 定音鼓 | - 弦樂器 |

依照工具書《管弦樂作品手冊》指示，上述之配器可簡記為"2 2 2 2—2 2 0 0—tmp—str"。

### 結構
該作品採四樂章體：
1. 甚柔板—有活力的快板（Adagio molto/Allegro con brio），C大調，
／
 拍，小節數298
2. 如歌而生動的行板（Andante cantabile con moto），F大調，
 拍，小節數195
3. 小步舞曲：活潑的甚快板（Menuetto: Allegro molto e vivace），C大調，
 拍，小節數137
4. 柔板—活潑的甚快板（Adagio/Allegro molto e vivace），C大調，
 拍，小節數304

全曲演奏時長約30分鐘。

#### 第一樂章
奏鳴曲式。樂曲從「錯誤的」調性開頭：一個和緩的F大調屬七度和弦，並轉到F音。然後才進入歡快的快板部分。當時的評論家認爲這樣的開頭不符合規矩，很不妥當，不過至少在篇幅上看來，貝多芬的導奏其實相當程度繼承了海頓的寫法。快板第一主題與莫札特《朱庇特》首樂章的主題有相似之處，明朗有力，在長笛的連接下多次模進，最後回歸主調。第二主題旋律性較強，伴奏則多斷音。呈示部重復后，展開部（m. 110f.）以主題的重現開始，加入了特強和樂隊齊奏的部分。木管樂器的模進引入了再現部（m. 178f.），第一主題強烈地重現。在一個漸強過後，第二主題出現。樂章結束處，貝多芬同時使用了第一主題和引子中的七度，並最終得到解決。該樂章，其弦樂和木管的對話，其力量充沛的尾聲，都是典型的古典樂派風格。

#### 第二樂章
奏鳴曲式。雖是行板速度，但演奏的相當快，跟一般大眾所知道的行板非常不一樣。起頭第二小提琴演奏出一個優雅的主題，並由其它樂器重演，包括中提琴和大提琴的卡農段；第二主題則較爲輕盈。呈示部小結尾（第53小節起）使用的配器法十分特別，小提琴和長笛演奏三連音，並有不合拍的和弦伴奏，但背景有持續的鼓點。值得注意的是，定音鼓反覆擊出的節奏，與小提琴、長笛等有著持續且細微的差異。

#### 第三樂章
第三樂章不僅速度快，也有充滿能量和簡潔有力的節奏感，與傳統的小步舞曲大不相同。貝多芬的前輩海頓和莫札特都已經將小步舞曲模式發展到了極致，貝多芬則加以創新。雖然有較爲保守的D♭調樂段和三聲中部，該樂章的模進、幽默感和齊奏的力度都超乎了宮廷小步舞曲，而有了之後諧謔曲的要素，這個演進是貝多芬「對交響曲最獨特的一項貢獻」。在三聲中部的句構、想法方面，則明顯地可看到來自海頓的影響（第101號交響曲）:70。

#### 第四樂章
第四樂章開頭不常見地使用了由慢到快的模式。此開頭如同玩笑一般：一個齊奏的和弦之後，小提琴逐漸演奏音階上的音，先是三個音，再是四個，直到整個音階；並由此過渡到歡快的快板部分。第二主題有低音持續的伴奏，與整曲風格一致。
綜觀此交響曲各個樂章，可以說上行的音階是貫穿幾個樂章之間的基本材料。第四樂章的導奏段落是此手法的最徹底展示，同時也富有所謂「海頓風格」（Haydnesque）的幽默。

## 外部連結
- 貝多芬第1號交響曲：国际乐谱典藏计划上的乐谱
- 費城交響樂團的演出 （页面存档备份，存于）
- MP3